# Fernando Meligeni
Fernando Meligeni est un joueur de tennis brésilien, né le 12 avril 1971 à Buenos Aires, en Argentine.
Sa famille s'est installée à São Paulo lorsqu'il avait quatre ans et il a choisi la nationalité brésilienne par la suite.
Il a évolué sur le circuit ATP de 1990 à 2003, remportant dix tournois, trois en simple et sept en double. Son meilleur classement ATP en simple reste une 25e place atteinte le 11 octobre 1999. Il a été classé 34e en double le 3 novembre 1997. Préférant la terre battue aux autres surfaces, il a atteint la demi-finale à Roland-Garros en 1999. Il compte également à son palmarès une quatrième place aux Jeux olympiques d'Atlanta en 1996.
De 2005 à 2007, il est le capitaine de l'équipe brésilienne de Coupe Davis, dont il a été membre en tant que joueur de 1993 à 2002, jouant notamment les demi-finales en 2000.
Son neveu Felipe est lui aussi joueur de tennis professionnel. 

## Carrière
En 1989, alors qu'il évolue en junior, il remporte l'Orange Bowl et finit l'année à la troisième place mondiale. Passé professionnel l'année suivante, il peine à confirmer ses bons résultats en junior. Il dispute ses premiers tournoi ATP et rentre dans les 300 premiers mondiaux au classement ATP en 1991.
Fin 1992, il se qualifie pour l'US Open où il s'incline au premier tour, participant ainsi pour la première fois à un tournoi du Grand Chelem.
C'est en 1993 que sa carrière prend son envol. Après avoir disputé le tournoi de qualification, il participe pour la première fois au Tournoi de Roland-Garros et atteint les huitième de finale perdant contre le futur vainqueur de l'épreuve Sergi Bruguera. Il entre par la même occasion dans le top 100 au classement ATP.
Après une année difficile en 1994, il dispute sa première finale ATP contre Thomas Muster à Mexico en 1995. La même année, il remporte l'Open de Suède à Båstad, sa première victoire sur le circuit ATP.
L'année suivante, il bat le vétéran Mats Wilander en finale à Pinehurst s'adjugeant son second titre ATP. En 1996, il atteint également la demi-finale des Jeux olympiques d'Atlanta où il s'incline face à Sergi Bruguera. Mais il ne parvient pas à confirmer ses résultats dans les tournois du grand chelem, n'ayant pas encore réussit, à en passer le premier tour, à l'exception de Roland-Garros où il ne parvient toutefois pas à réitérer sa performance de 1993.
Très souvent associé à Gustavo Kuerten, futur triple vainqueur de Roland-Garros, il remporte entre novembre 1996 et octobre 1997, cinq tournois en double. Il ne remporte pas de victoires en simple et ne dépasse pas le 3e tour des tournois du grand chelem durant cette période.
En 1998, la carrière de Meligeni va prendre un nouveau tournant : Vainqueur du tournoi de Prague sur terre battue, il va également atteindre à nouveau les huitième de finale à Roland-Garros, perdant après un match en cinq manches très disputé contre Thomas Muster, ancien vainqueur du tournoi. il atteint les quarts de finale en double, associé à Gustavo Kuerten avec qui il remporte également l'Open de Gstaad.
En 1999, il atteint l'apogée de sa carrière en même temps qu'une demi-finale à Roland-Garros, perdue contre Andreï Medvedev, après avoir éliminé, entre autres, Patrick Rafter, Félix Mantilla et le finaliste de l'année précédente Àlex Corretja. Il devient 25e joueur mondial et remporte son 7e et dernier titre en double à Casablanca.
Entre 2000 et 2003, il dispute et perd deux finales en 2001 et 2002. Il atteint encore le 3e tour à Roland-Garros en 2001 mais ne parvient plus à jouer les premiers rôles. Il met un terme à sa carrière en 2003.
De 2005 à 2007, il est le capitaine de l'équipe brésilienne de Coupe Davis, c’est-à-dire qu'il sélectionne les joueurs et les entraîne dans le cadre de cette compétition.

## Palmarès

### Titres en simple messieurs
| No | Date       | Nom et lieu du tournoi                      | Catégorie    | Dotation  | Surface      | Finaliste      | Score    |  |
| -- | ---------- | ------------------------------------------- | ------------ | --------- | ------------ | -------------- | -------- |  |
| 1  | 10-07-1995 | Swedish Open, Båstad                        | World Series | 303 000 $ | Terre (ext.) | Christian Ruud | 6-4, 6-4 |  |
| 2  | 06-05-1996 | US Men's Clay Court Championship, Pinehurst | World Series | 264 250 $ | Terre (ext.) | Mats Wilander  | 6-4, 6-2 |  |
| 3  | 27-04-1998 | Paegas Czech Open, Prague                   | World Series | 340 000 $ | Terre (ext.) | Sláva Doseděl  | 6-1, 6-4 |  |

### Finales en simple messieurs
| No | Date       | Nom et lieu du tournoi            | Catégorie    | Dotation  | Surface      | Vainqueur     | Score          |          |
| -- | ---------- | --------------------------------- | ------------ | --------- | ------------ | ------------- | -------------- | -------- |
| 1  | 27-02-1995 | Abierto Mexicano Telcel, Mexico   | World Series | 305 000 $ | Terre (ext.) | Thomas Muster | 7-64, 7-5      |          |
| 2  | 10-09-2001 | Brasil Open, Costa do Sauípe      | Int' Series  | 375 000 $ | Dur (ext.)   | Jan Vacek     | 2-6, 7-62, 6-3 | Parcours |
| 3  | 25-02-2002 | Abierto Mexicano Pegaso, Acapulco | Series Gold  | 700 000 $ | Terre (ext.) | Carlos Moyà   | 7-64, 7-64     | Parcours |

### Titres en double messieurs
| No | Date       | Nom et lieu du tournoi                   | Catégorie           | Dotation  | Surface      | Partenaire      | Finalistes                           | Score    |          |
| -- | ---------- | ---------------------------------------- | ------------------- | --------- | ------------ | --------------- | ------------------------------------ | -------- | -------- |
| 1  | 04-11-1996 | Hellmann's Cup Santiago                  | World Series        | 203 000 $ | Terre (ext.) | Gustavo Kuerten | Dinu Pescariu Albert Portas          | 6-4, 6-2 |          |
| 2  | 07-04-1997 | Estoril Open Estoril                     | World Series        | 600 000 $ | Terre (ext.) | Gustavo Kuerten | Andrea Gaudenzi Filippo Messori      | 6-2, 6-2 |          |
| 3  | 09-06-1997 | Internazionali di Tennis Carisbo Bologne | World Series        | 303 000 $ | Terre (ext.) | Gustavo Kuerten | Dave Randall Jack Waite              | 6-2, 7-5 |          |
| 4  | 14-07-1997 | MercedesCup Stuttgart                    | Championship Series | 915 000 $ | Terre (ext.) | Gustavo Kuerten | Donald Johnson Francisco Montana     | 6-4, 6-4 |          |
| 5  | 27-10-1997 | Tournoi de tennis de Bogota Bogota       | World Series        | 303 000 $ | Terre (ext.) | Luis Lobo       | Karim Alami Maurice Ruah             | 6-1, 6-3 |          |
| 6  | 06-07-1998 | Suisse Open Gstaad                       | Int' Series         | 525 000 $ | Terre (ext.) | Gustavo Kuerten | Daniel Orsanic Cyril Suk             | 6-4, 7-5 | Parcours |
| 7  | 22-03-1999 | Grand-Prix Hassan II Casablanca          | Int' Series         | 215 000 $ | Terre (ext.) | Jaime Oncins    | Massimo Ardinghi Vincenzo Santopadre | 6-2, 6-3 | Parcours |

## Parcours dans les tournois du Grand Chelem

### En simple
| Année | Open d'Australie | Open d'Australie   | Internationaux de France | Internationaux de France | Wimbledon       | Wimbledon        | US Open         | US Open             |
| ----- | ---------------- | ------------------ | ------------------------ | ------------------------ | --------------- | ---------------- | --------------- | ------------------- |
| 1992  | —                | —                  | —                        | —                        | —               | —                | 1er tour (1/64) | Tommy Ho            |
| 1993  | —                | —                  | 1/8 de finale            | Sergi Bruguera           | —               | —                | 1er tour (1/64) | Andreï Medvedev     |
| 1994  | 1er tour (1/64)  | Wayne Ferreira     | 1er tour (1/64)          | Àlex Corretja            | 1er tour (1/64) | Goran Ivanišević | 1er tour (1/64) | Martin Damm         |
| 1995  | —                | —                  | 3e tour (1/16)           | Renzo Furlan             | —               | —                | 1er tour (1/64) | Pete Sampras        |
| 1996  | 1er tour (1/64)  | Albert Costa       | 1er tour (1/64)          | Albert Costa             | —               | —                | 1er tour (1/64) | Félix Mantilla      |
| 1997  | 2e tour (1/32)   | Félix Mantilla     | 2e tour (1/32)           | Filip Dewulf             | —               | —                | 3e tour (1/16)  | Magnus Larsson      |
| 1998  | 1er tour (1/64)  | Cédric Pioline     | 1/8 de finale            | Thomas Muster            | —               | —                | 1er tour (1/64) | Thomas Johansson    |
| 1999  | 1er tour (1/64)  | Todd Martin        | 1/2 finale               | Andreï Medvedev          | —               | —                | 2e tour (1/32)  | Sláva Doseděl       |
| 2000  | 1er tour (1/64)  | Tomas Behrend      | 2e tour (1/32)           | Àlex Corretja            | 1er tour (1/64) | Thomas Johansson | 1er tour (1/64) | Juan Carlos Ferrero |
| 2001  | —                | —                  | 3e tour (1/16)           | Andre Agassi             | 2e tour (1/32)  | Nicolás Massú    | 2e tour (1/32)  | Tim Henman          |
| 2002  | 1er tour (1/64)  | Michel Kratochvil  | 2e tour (1/32)           | Fernando González        | 1er tour (1/64) | Jiří Novák       | 2e tour (1/32)  | Tommy Robredo       |
| 2003  | 1er tour (1/64)  | Sébastien Grosjean | —                        | —                        | —               | —                | —               | —                   |

N.B. : à droite du résultat se trouve le nom de l'ultime adversaire.

### En double
| Année | Open d'Australie                | Open d'Australie           | Internationaux de France       | Internationaux de France   | Wimbledon | Wimbledon | US Open                         | US Open                    |
| ----- | ------------------------------- | -------------------------- | ------------------------------ | -------------------------- | --------- | --------- | ------------------------------- | -------------------------- |
| 1997  | 1er tour (1/32) Gustavo Kuerten | M.-K. Goellner D. Prinosil | 2e tour (1/16) Gustavo Kuerten | Rick Leach J. Stark        | —         | —         | 1er tour (1/32) Gustavo Kuerten | David Adams Wayne Ferreira |
| 1998  | —                               | —                          | 1/4 de finale Gustavo Kuerten  | J. Björkman Patrick Rafter | —         | —         | 1er tour (1/32) Mariano Puerta  | M. Bhupathi L. Paes        |
| 1999  | 1er tour (1/32) André Sá        | Wayne Arthurs P. Tramacchi | 2e tour (1/16) Jaime Oncins    | D. Prinosil D. Vacek       | —         | —         | —                               | —                          |
| 2000  | 1er tour (1/32) Cristiano Testa | Wayne Black A. Kratzmann   | —                              | —                          | —         | —         | —                               | —                          |
| 2001  | —                               | —                          | —                              | —                          | —         | —         | —                               | —                          |
| 2002  | —                               | —                          | —                              | —                          | —         | —         | —                               | —                          |
| 2003  | 2e tour (1/16) Antony Dupuis    | Yves Allegro Roger Federer | —                              | —                          | —         | —         | —                               | —                          |

N.B. : le nom du ou de la partenaire se trouve sous le résultat ; le nom des ultimes adversaires se trouve à droite.